# Egloshayle
Egloshayle är en ort och civil parish i Storbritannien.   Den ligger i grevskapet Cornwall och riksdelen England, i den södra delen av landet, 300 km väster om huvudstaden London. Egloshayle ligger 8 meter över havet och antalet invånare är 465.
Terrängen runt Egloshayle är huvudsakligen platt. Egloshayle ligger nere i en dal. Runt Egloshayle är det ganska tätbefolkat, med 104 invånare per kvadratkilometer. Närmaste större samhälle är St Austell, 19,4 km söder om Egloshayle. Trakten runt Egloshayle består i huvudsak av gräsmarker.